# Хімічне машинобудування
Хімі́чне машинобудува́ння — галузь машинобудування, що виробляє апарати, машини, комплексні технологічні лінії та устаткування для хімічної промисловості.

## Історія
Хімічне машинобудування постало з кінця XIX століття і значно зросло за останні десятиліття у зв'язку з розвитком хімії (зокрема нафтової і газової промисловостей).
В Україні початком хімічного машинобудування можна вважати невеликі напівкустарні заводи, які виробляли машини для цукрової промисловості (початок XX століття). Фактично хімічне машинобудування розвинулося в 1920-х pоках, а самостійною галуззю стало у 1930-х pоках на основі докорінно реконструйованих і поширених машинобудівних заводів у Сумах (імені Фрунзе), Києві («Більшовик»), Фастові («Червоний Жовтень»), Бердичеві («Прогрес»); крім цього, постало кілька спеціалізованих підприємств хімічного машинобудування, засновано у Харкові науково-дослідний інститут «УкрНДІхіммаш».
Після занепаду 1941—44-х років машинобудування було відбудовано, і при наприкінці 1950-х pоків воно перевищило обсяг довоєнної продукції, а пізніше його було значно розбудовано. Постали нові заводи хімічного машинобудування в Коростені (Коростенський завод хімічного машинобудування), Павлограді, Сніжному (Сніжнянський завод хімічного машинобудування). В УРСР діяло близько 30 спеціалізованих заводів хімічного машинобудування і в понад 30 інших галузях машинобудування виробляється хімічне устаткування.
УРСР давала понад 33 % загальносоюзного випуску хімічного устаткування. Обсяг її продукції не публікується, відоме лише виробництво хімічного устаткування і запасних частин до нього в оптових цінах підприємств в млн карб, (на 1 січня):
| Рік | 1975  | 1980  | 1981 |
| --- | ----- | ----- | ---- |
| —   | 170,1 | 204,8 | 26,3 |

## Сучасне хімічне машинобудування
Сучасне хімічне виробництво відрізняється багатостадійністю, енергоємністю, матеріаломісткістю, протяжністю трубопровідних та кабельних комунікацій, широким використанням мікропроцесорної техніки та засобів автоматизації. Продукція хімічного машинобудування відрізняється величезною кількістю виробів, які випускаються як серійно, так і в багатьох випадках індивідуально. Продукція хімічного машинобудування також широко використовується в харчовій, гірничій, металургійній, паперовій, мікробіологічній, медичній та інших галузях промисловості.
Машини та апарати хімічних та нафтохімічних виробництв являють собою комплекс механізмів та конструкцій, призначених для здійснення технологічних процесів у відповідності з заданою програмою з метою отримання споживчого продукту. Ці технологічні процеси носять, як правило, складний характер: окрім механічного впливу водночас відбувається сукупність процесів хімічної технології (хімічне перетворення, міжфазовий масообмін, нагрів або охолодження, зміна агрегатного стану речовини тощо).
Особливістю машин та апаратів є те, що технологічні процеси можуть проходити як при дуже низьких (близьких до абсолютного нуля) так і високих (до 5000 °C) температурах, при високих тисках (сотні мегапаскаль) і глибокому вакуумі, в агресивних та вибухонебезпечних середовищах, з різними агрегатними станами речовин водночас. Все це обумовлює обумовлює прийняття конструкторами специфічних конструктивних рішень, використання майже всього переліку конструкційних матеріалів.
Можна виділити наступні основні тенденції в удосконаленні і розвитку машин та апаратів хімічних виробництв:
- збільшення одиничної потужності установок, машин та апаратів і покращення їх техніко-економічних показників;
- використання робочих процесів, що базуються на нових фізичних явищах;
- розширення діапазону робочих параметрів (тиску, температури, швидкостей потоку, руху робочих органів тощо);
- ширше використання при виготовленні нестандартних виробів стандартних деталей та вузлів, стандартизованих рядів параметрів хімічного виробництва, раціональних методів його виготовлення, монтажу та ремонту;
- створення гнучких виробничих систем з широким використанням мікропроцесорної техніки та засобів автоматизації;
- застосування нових конструкційних матеріалів і методів зміцнення традиційних;
- підвищення екологічності обладнання;
- створення обладнання для ресурсозберігаючих безвідходних технологій;
- покращення дизайну обладнання.